# Michal Horáček
Michal Horáček, född den 4 juli 1977, är en tjeckisk orienterare som tog VM-brons i stafett 2001.